# SN 1998eq
SN 1998eq – supernowa typu Ia odkryta 15 października 1998 roku w galaktyce A232027+1555. W momencie odkrycia miała maksymalną jasność 24,80m.